# Vaughan (circonscription provinciale)
Pour les articles homonymes, voir Vaughan.
Circonscription électorale provinciale du Canada
Vaughan est une ancienne circonscription provinciale de l'Ontario représentée à l'Assemblée législative de l'Ontario de 2007 à 2018.

## Géographie
La circonscription comprenait la région de Vaughan dans le nord de Toronto.

## Historique
| Législature                                                                         | Années    | Député          | Député       | Parti   |
| ----------------------------------------------------------------------------------- | --------- | --------------- | ------------ | ------- |
| Vaughan                                                                             |           |                 |              |         |
| 39e                                                                                 | 2007-2011 |                 | Greg Sorbara | Libéral |
| 40e                                                                                 | 2011-2012 |                 | Greg Sorbara | Libéral |
| 40e                                                                                 | 2012-2014 | Steven Del Duca |              | Libéral |
| 41e                                                                                 | 2014-2018 | Steven Del Duca |              | Libéral |
| Circonscription dissoute parmi Dufferin—Caledon, King—Vaughan et Vaughan—Woodbridge |           |                 |              |         |